# Jordi Panyella i Ferreres
Jordi Panyella i Ferreres (Barcelona, 1966) és un periodista d'investigació català especialitzat en la informació de l'àmbit judicial. Ha treballat des de fa més de trenta anys a la premsa escrita, primer al Punt Diari, després a l'Avui i actualment a El Punt Avui.

## Obra publicada
- Fèlix Millet, el gran impostor. La trama secreta de l'espoli del Palau.  Barcelona: Angle, 2012. ISBN 978-84-15002-89-5.[3][4]
- Salvador Puig Antich, cas obert. La revisió definitiva del procés. Angle, 2013. ISBN 978-84-15695-58-5.[5]
- Infidels a la pàtria. Capital Books, 2016. ISBN 978-84-944928-1-5.
- Per què corren els presos.  Barcelona: Saldonar, 2018. ISBN 978-84-946753-8-6.
- Barcelona 2020. Barcelona: Saldonar, 2020. ISBN  978-84-17611-37-8
- Causa general. La repressió de l'Estat espanyol contra el moviment per la independència de Catalunya (2009-2021).  Barcelona: Angle, 2022. ISBN 978-84-19017-06-2.[6]